# Attila Czene
Attila Czene, né à Szeged le 20 juin 1974, est un nageur hongrois, spécialiste des épreuves de 4 nages.

## Biographie
Attila Czene a participé à trois Jeux olympiques d'été consécutifs, les premiers en 1992 à Barcelone. À ceux d'Atlanta en 1996, il a été champion olympique du 200 m 4 nages.

## Palmarès

### Jeux olympiques
- Jeux olympiques de 1992 à Barcelone (Espagne) :
  -  Médaille de bronze de l'épreuve du 200 m 4 nages (temps : 2 min 01 s 00)
- Jeux olympiques de 1996 à Atlanta (États-Unis) :
  -  Médaille d'or de l'épreuve du 200 m 4 nages (temps : 1 min 59 s 91)

### Championnats du monde de natation
- Championnats du monde de natation 1994 à Rome  Italie
  -  Médaille de bronze de l'épreuve du 200 m 4 nages (temps : 2 min 01 s 84)
  -  Médaille de bronze de l'épreuve du relais 4 × 100 m 4 nages (temps : 3 min 39 s 47) (Támas Deutsch~Norbert Rózsa~Peter Horváth~Attila Czene)
- Championnats du monde de natation 1998 à Perth  Australie
  -  Médaille de bronze de l'épreuve du relais 4 × 100 m 4 nages (temps : 3 min 39 s 53) (Attila Czene~Norbert Rózsa~Peter Horváth~Attila Zubor)

### Championnats d'Europe de natation
- Championnats d'Europe de natation 1993 à Sheffield  Angleterre
  -  Médaille d'argent de l'épreuve du 200 m 4 nages (temps : 2 min 00 s 70)
- Championnats d'Europe de natation 1995 à Vienne  Autriche
  -  Médaille d'argent de l'épreuve du 200 m 4 nages (temps : 2 min 00 s 88)
  -  Médaille d'argent de l'épreuve du relais 4 × 100 m 4 nages (temps : 3 min 40 s 88) (Tamás Deutsch~Károly Güttler~Peter Horváth~Attila Czene)